# Bruce Stewart
Bruce Robert Stewart, né le 4 septembre 1925 et  mort le 29 septembre 2005, est un scénariste travaillant pour la télévision. Il a notamment travaillé pour la BBC et ITV sur des émissions telles que Out of the Unknown et Timeslip. Il a aussi fait des interventions à la radio.